# 正徹物語
《正徹物語》為日本室町時代前期的和歌歌論書。
前半（《徹書記物語》）由歌僧正徹執筆，後半部份（《清巖茶話》）後世認為是其弟子筆錄而成。成書時間可能是文安五年（1448年）或寶德二年（1450年）前後。
此書以隨筆風格收錄了歌論、歌話、對和歌和歌人的評論、對初學者的忠告等，並對藤原定家以及幽玄論推崇備至。

## 活字本
- 日本古典文學大系（岩波書店）《歌論集　能樂論集》所收